# فانتزی رمانتیک
فانتزی رمانتیک (به انگلیسی: Romantic fantasy) یک زیرژانر از داستان‌های تخیلی است که یک داستان فانتزی را با استفاده از بسیاری از عناصر و قراردادهای ژانر عاشقانه جوانمردانه توصیف می‌کند.
یکی از ویژگی‌های کلیدی فانتزی رمانتیک، تمرکز بر روابط اجتماعی، سیاسی و عاشقانه است. فانتزی عاشقانه هم توسط خطوط خیال‌پردازانه و هم خطوط عاشقانه دنبال می‌شود.
برخی از ناشران بین «فانتزی رمانتیک» که در آن عناصر خیال‌پردازی بیشترین اهمیت را دارد و «رمانتیک فانتزی» که در آن رمانتیسم بیشترین اهمیت را دارد، تمایز قائل می‌شوند. برخی دیگر می‌گویند که «مرز بین رمانتیک فانتزی و فانتزی رمانتیک اساساً وجود ندارد، یا اگر وجود دارد، به پیش و پس می‌رود».

## نمونه‌ها در ادبیات
- کاترین آسارو: سریال قاره گم‌شده،[۵] پرنده شب.
- مرسدس لاکی: مجموعه داستان‌های پانصد پادشاهی،[۶] مادرخوانده پری، شوالیه خوب، دلقک ثروت، ملکه برفی، زیبای خفته.
- مجموعه سارا: جی ماس، دادگاهی از خارها و رزها
- تامورا پیرس: کوارتت جاودانه‌ها.[۷] جادوی وحشی، گرگ سخن‌گو، امپراتور ماج، قلمرو خدایان.
- ون اسپنسر: سری تینکر (خانه جن).